# Gnophos obfuscaria
Gnophos obfuscaria är en fjärilsart som beskrevs av Jacob Hübner 1796/99. Gnophos obfuscaria ingår i släktet Gnophos och familjen mätare. Inga underarter finns listade i Catalogue of Life.